# Khalid Sheikh Mohammed
Khalid Sheikh Mohammed (tiếng Ả Rập: خالد شيخ محمد, Khālid Shaykh Muḥammad; phiên âm Khalid Shaikh Mohammed, còn được biết đến với tên Sheikh Mohammed, hay Mukhtar và ít nhất 50 bí danh khác; sinh năm 1964 hoặc 1965) là thành viên của tổ chức al-Qaeda, đang bị quân đội Mỹ giam giữ tại trại giam Vịnh Guantánamo vì hành vi khủng bố và giết người hàng loạt. Ông bị Ủy ban 9/11 cáo buộc là kẻ chủ mưu các vụ tấn công khủng bố ngày 11 tháng 9 năm 2001 .
Mohammed sinh ra ở Kuwait. Tuy nhiên, quê quán ở tỉnh Baluchistan, Pakistan. Ông từng bị kết án ở Mỹ vì đã âm mưu cho nổ tung máy bay dân dụng Mỹ ở Philippines vào giữa những năm 90. Ông còn có họ hàng với Ramzi Yousef, nhân vật đang thụ án tù chung thân vì có liên quan trực tiếp đến Vụ đánh bom Trung tâm Thương mại Thế giới năm 1993. Vào ngày 31 tháng 7 năm 2024, Khalid Sheikh Mohammed tránh được phiên tòa xét xử án tử hình để đổi lấy bản án tù chung thân.